# Rumena
Rumêna je barva svetlobe z valovno dolžino 565-590 nm ali mešanica rdeče in zelene svetlobe, ki je videti iste barve.
Rumena je ena od subtraktivnih primarnih barv, njena komplementarna barva je vijolična. Zaradi lastnosti pigmentov, ki so se uporabljali v preteklosti, pa slikarji tradicionalno jemljejo kot komplementarno barvo rumene škrlatno.

## Odtenki rumene
- baritno rumena (barijev kromat)
- citronsko rumena (cinkov kromat)
- indijsko rumena (iz seča indijskih krav, hranjenih z listjem manga)
- kadmijevo rumena (kadmijev sulfid)
- kromovo rumena (svinčev kromat)
- neapeljsko rumena (svinčev antimonit)
- stroncijevo rumena (stroncijev kromat)